# Hexanchus griseus
Lo squalo capopiatto (Hexanchus griseus Bonnaterre, 1788), noto anche come sei branchie o squalo vacca, appartiene al genere Hexanchus. Raggiungendo 5,4 metri, è il più grande squalo della famiglia Hexanchidae.

## Evoluzione
Molti dei membri della famiglia degli Hexanchidae sono estinti. Gli squali tuttora esistenti, più vicini geneticamente allo squalo capopiatto, sono gli Scyliorhinidae, gli Squalidae, i Dalatiidae ed il Somniosus microcephalus, nonché le altre specie con 6 e 7 fessure branchiali. Si trovano più specie affini tra i fossili che non tra le specie viventi. Alcune delle specie estinte risalgono a 200milioni di anni fa. L'Hexanchus griseus ha caratteristiche peculiari sia primitive, sia tipiche di squali più moderni.

## Aspetto

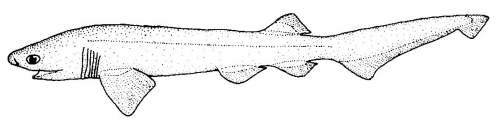
Disegno di un Hexanchus griseus.

Il colore del corpo varia dal rossastro al marrone fino al nero. Ha una linea laterale luminosa lungo i fianchi e sulle punte delle pinne.  Sui fianchi ci sono anche dei punti più scuri. In genere il corpo appare pesante e potente e fusiforme, con la testa tozza, arrotondata e dei piccoli occhi. Mentre la pupilla è nera il resto dell'occhio è di un blu marino fluorescente. Questi squali hanno sei paia di fessure branchiali molto allungate, mentre sappiamo che la maggior parte degli squali odierni ne ha 5. La bocca è ventrale con sei file di denti disposti a pettine e simili a lame. La pinna anale è più piccola di quella dorsale. Sono dotati di una sola di queste ultime, posta vicino alla pinna caudale. Le pinne pettorali sono allargate e con le punte arrotondate. Negli adulti le dimensioni possono diventare considerevoli, e variano in base al genere. Il maschio è infatti al massimo lungo tra i 309 ed i 330 cm, mentre la femmina è in media lunga tra i 350 ed i 420 cm. Si sono registrati comunque dei casi di lunghezza pari a 482 cm. La massa corporea più grande mai misurata è invece di 590 kg. La specie assomiglia a molti dei fossili di squalo del Triassico. Sono infatti più numerosi gli Hexanchus estinti di quelli ancora viventi.

## Areale e habitat
La specie vive soprattutto negli oceani. Si trovano in tutto il globo in acque tropicale e temperate. Nell'Atlantico Occidentale abitano le acque dalla Carolina del Nord alla Florida negli Stati Uniti e dal Golfo del Messico Settentrionale al Nord dell'Argentina. Nell'Atlantico Orientale invece si trovano dalla zona di Islanda e Norvegia fino alla Namibia, ed anche nel Mediterraneo. Nell'Oceano Indiano vivono nei pressi di Madagascar e Mozambico fino al Sudafrica. Nel Pacifico Occidentale vivono dal Giappone alla Nuova Zelanda fino alle Hawaii, in quello Orientale dalle Isole Aleutine in Alaska fino alla Baja California in Messico ed in parte anche in Cile. Questo enorme areale è giustificato dal fatto che la specie è fortemente migratrice. Anche se è stata osservata dalla superficie fino a 2500 metri di profondità, la specie preferisce le acque tra i 180 ed i 1100 metri. In generale gli esemplari più giovani prediligono quelle poco profonde, gli adulti quelle più fredde. Benché di solito viva in acque profonde, è noto per spostarsi più in superficie durante la notte, spesso per cercare cibo. Può essere osservato a profondità di 30 metri o inferiori durante alcuni periodi dell'anno ed in alcune zone precise come Flora Islet, nei pressi di Hornby Island o durante la bassa marea serale al Whytecliff Park nel Distretto di West Vancouver nella Columbia Britannica, nel Puget Sound, nel Monterey Canyon al largo di Monterey, tra i fiordi in Norvegia.

## Alimentazione

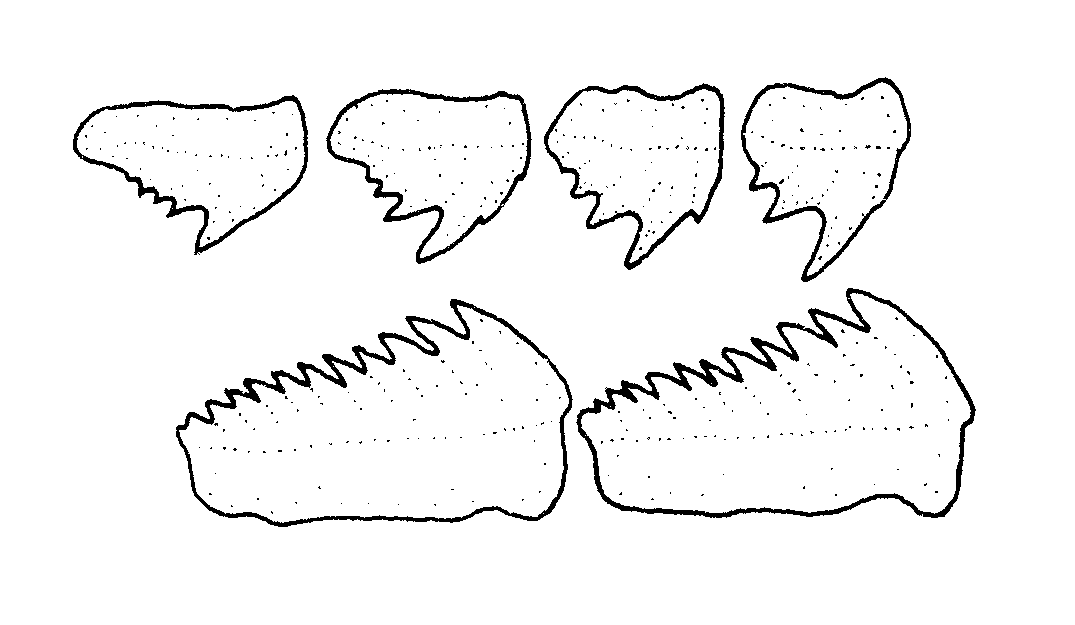
Dente di un Hexanchus griseus.

Anche se normalmente è molto lento nei movimenti, è in grado di rapidi scatti per inseguire e catturare la preda. Visto l'immenso areale hanno una grande varietà di prede, che vanno dai molluschi ai crostacei, dagli agnati alle lamprede. Si nutrono anche di acciughe, salmoni del Pacifico e varie specie di merluzzo. Molti altri animali attraverso l'areale fanno parte della dieta di questo squalo. Possono arrivare a mangiare altri squali, razze, chimere, gamberi, granchi, seppie, carogne di pesci ed addirittura foche.

## Riproduzione
Non si sa molto sulla riproduzione di questa specie, e quel poco che si sa è fonte di dibattito scientifico. Sembra che la specie sia ovovivipara,  cioè i piccoli sono conservati nel corpo materno finché le uova che li accolgono non si schiudono. I cuccioli si sviluppano senza l'aiuto di una placenta. In questo squalo si sono registrati parti di cucciolate comprese tra i 22 ed i 108 esemplari, ed in genere la femmina mette al mondo circa 100, di dimensioni comprese tra 65 e 74 cm. Quando vengono alla luce, i cuccioli presentano un ventre di colore più chiaro rispetto a quello degli adulti, in un meccanismo di camuffamento che favorisce il mimetismo dei cuccioli. Le dimensioni della cucciolata permettono di dedurre come il tasso di mortalità nei giovani esemplari sia molto alto. Molti biologi credono che i denti del maschio si siano adattati ai rituali di corteggiamento. Le lunghe cuspidi gli permettono infatti di aggrapparsi alle fessure branchiali della femmina per spingerla all'accoppiamento. Prove di questa teoria sono date dal fatto che sono state osservate femmine con graffi stagionali sulla zona delle fessure branchiali, apparentemente derivanti dall'accoppiamento. La femmina raggiunge la maturità sessuale tra i 18 ed i 35 anni di età, il maschio molto prima, tra gli 11 ed i 14. Sembra, anche se non è certo, che la coppia si incontri per la riproduzione secondo logiche stagionali nel periodo compreso tra maggio e novembre. Sembra che la gestazione possa durare più di due anni.

## Conservazione
La specie è considerata molto vulnerabile

## Interazioni con l'uomo
La sua carne viene venduta fresca salata o surgelata. Viene anche pescato per ricavarne squalene ed esche. La ricercatrice e sub Jenny Oliver ha subito un'aggressione da parte di questa specie senza gravi danni, che l'hanno portata ad eseguire ricerche più approfondite sull'animale.